# Lagerhaltung

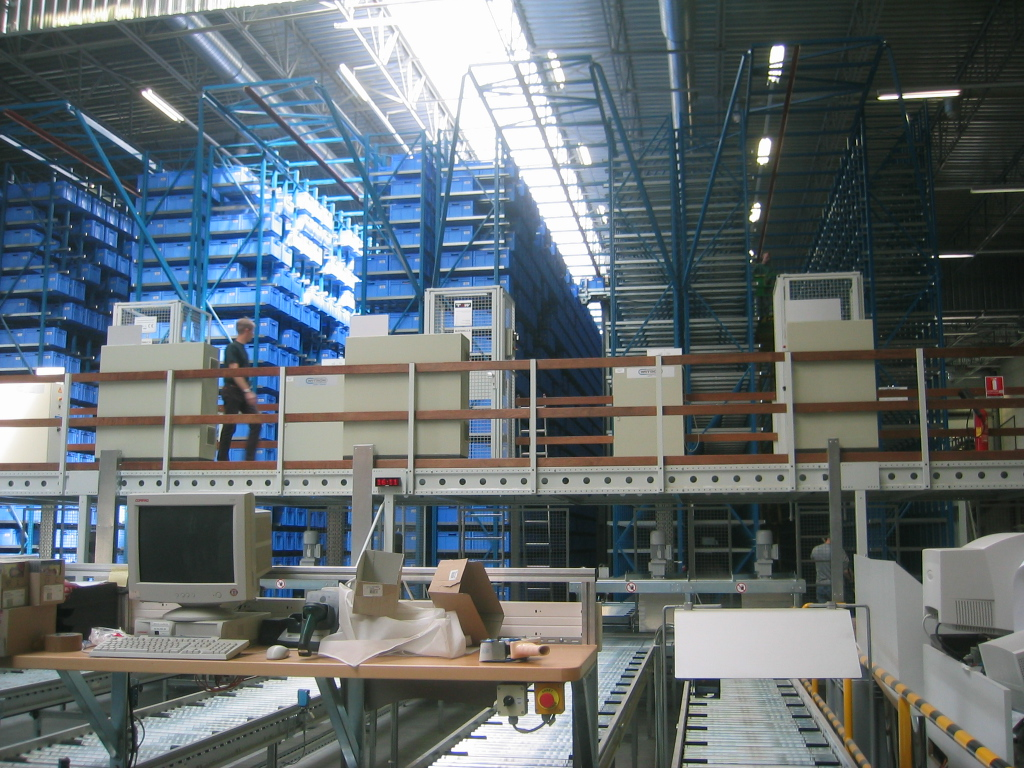
Automatisches Kleinteilelager

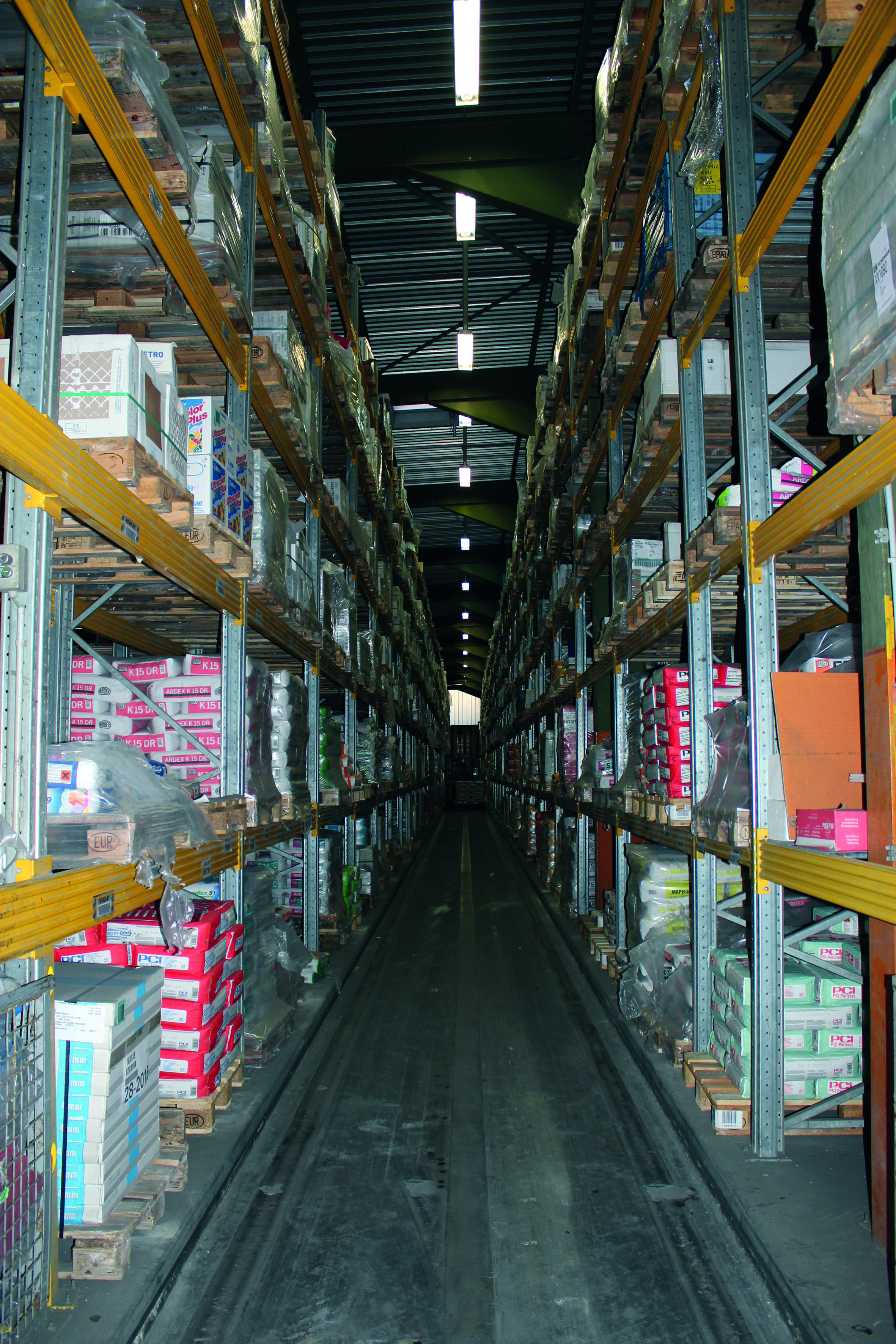
Hochregallager

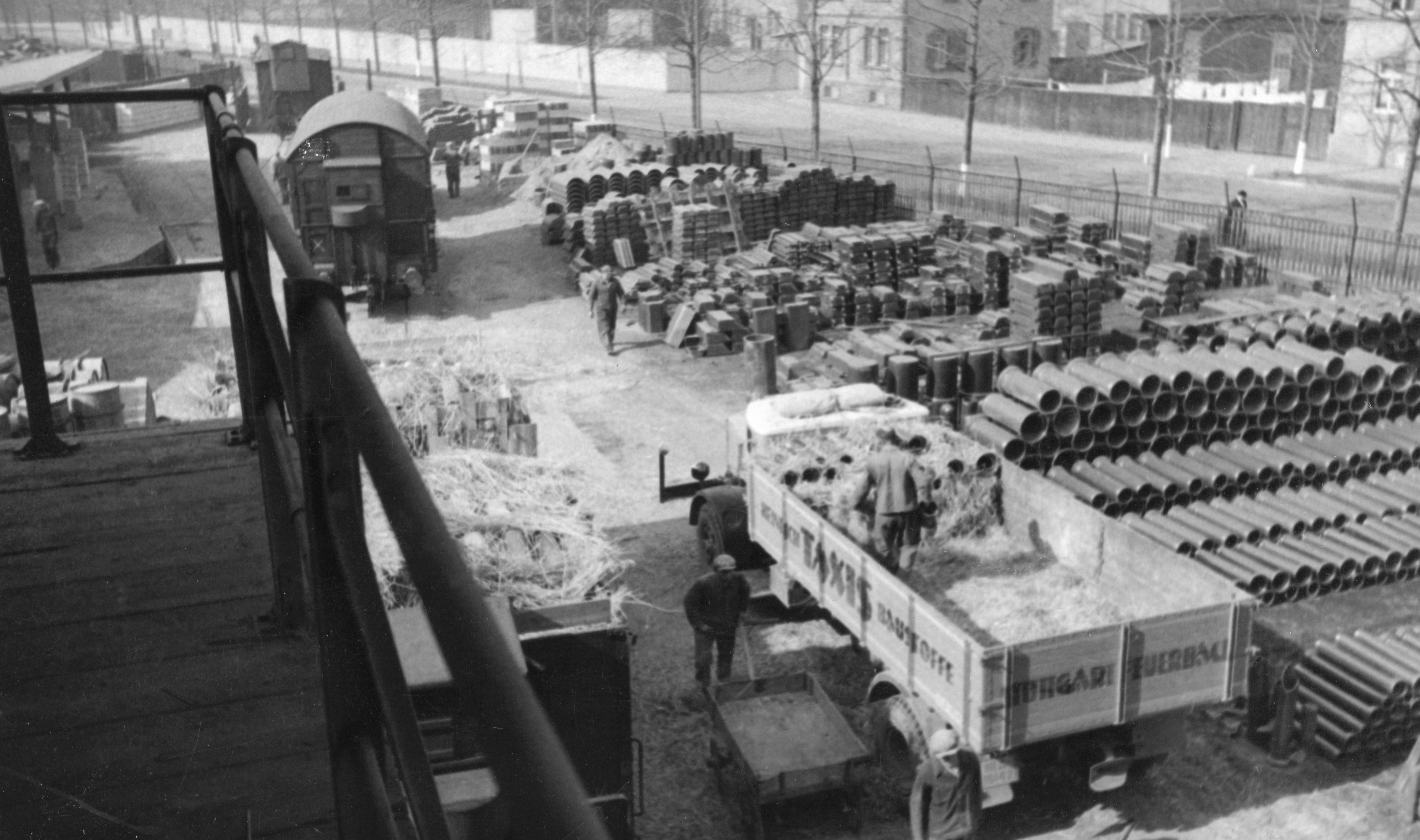
Außenlager mit Ton-Rohren der Heinrich Taxis GmbH + Co. KG in den 1920er Jahren.

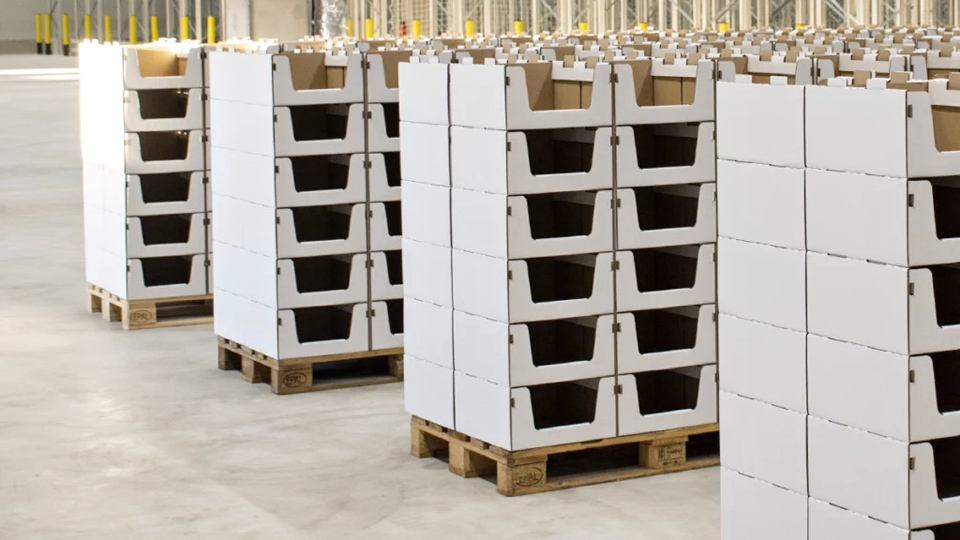
Lagerplätze in sogenannten Lagerkartons auf einer Europalette

Unter Lagerhaltung versteht man in Produktion und Logistik das Lagern von Material als Teilaufgabe der Materialwirtschaft.
Lagerung bedeutet die gewollte Unterbrechung des betrieblichen Materialflusses, d. h., es entstehen bewusst gebildete Lagerbestände. Die Lagerhaltung erfordert ein Lager, d. h. einen Raum, ein Gebäude (Logistikimmobilie) oder ein Areal, in dem Waren aufbewahrt werden können, und ist zentrales Thema des Bestandsmanagements.
Als Wirtschaftszweig nennt man das Lagerhaltungswesen die Lagerei, sie fällt unter den systematischen NACE-Abschnitt I Verkehr und Lagerei (Rev 2, 2010).

## Gegenstand der Lagerhaltung
Lagerobjekte können sein
- Werkzeuge (Werkzeugausgabe getrennt nach Investitionsgütern, zum Beispiel Maschinen, und Verbrauchsgütern wie Büromaterial);
- Produktionsmittel (interne Lagerhaltung / Logistik mit ext. Lieferanten);
- Produkte (Fertigprodukte oder Halbfertigprodukte) (Warenlager, Kommissionierung, Versandabteilung, externe Spedition);
- Betriebsstoffe, die verbraucht werden, aber nicht in das Produkt eingehen;
- Roh- und Hilfsstoffe, die in das Produkt eingehen und Transportmittel, die lediglich zum Transport von Produkten vorgehalten werden und meist zurückkehren.

Personal wird nicht gelagert, sondern allenfalls intern oder extern bereitgehalten. Daher sind die Merkmale, Strategien und Optimierungsverfahren der Lagerhaltung auf Personal nicht anwendbar.

## Funktionen und Aufgaben der Lagerhaltung
Im Wesentlichen unterscheidet die Lagerlogistik folgende
Lagerfunktionen bzw. Aufgaben:
- Sicherungsfunktion
- Überbrückungsfunktion
- Veredelungsfunktion
- Umformungsfunktion
- Spekulationsfunktion

### Sicherungsfunktion
Bei der Sicherungsfunktion dient das Lager zur Sicherstellung der Produktion und Lieferung und ist mit der privaten Hortung vergleichbar.
Die Sicherungsfunktion kommt zum Zuge, wenn ungenügend Informationen über zukünftige Mengenbedarfe, Liefer- und Bedarfszeitpunkte im Unternehmen vorhanden sind. Das kann insbesondere der Fall bei Produkten sein, die saisonalen Schwankungen – und damit Lieferengpässen – unterworfen sind, aber eigentlich ständig verfügbar sein müssen.
Um diese ständige Verfügbarkeit zu gewährleisten, werden ausreichende Puffermengen durch Eiserne Bestände, Mindestmengen und Meldebestände definiert, die durch die Belieferungszeit einer möglichen Bestellmenge bei den Beschaffungsquellen kalkuliert werden. Dadurch werden die benötigten Mengen immer – in zumindest ausreichender Quantität und Qualität – verfügbar gehalten (siehe Abschnitt Lagerbestände).
Bei der Bereitstellungs- oder Sortimentsfunktion trägt die Lagerhaltung zu einer Spannweite im Sortiment bei. Insofern ergänzt die Bereitstellungsfunktion die Ausgleichsfunktion, da dadurch die Teile des Sortiments, wo Diskrepanz zwischen Mengen der Beschaffung und des Verkaufs besteht, überbrückt werden.

### Überbrückungsfunktion
Ist die Beschaffungsmenge größer als die Produktionsmenge, so wird durch die Ausgleichsfunktion das für die Produktion noch nicht verwendete Material gelagert. Ein Lager wird dabei als Zwischenspeicher benutzt, um den Materialfluss stabil in den Mengenströmen zu halten. Auch dient die Überbrückungsfunktion dazu, Fertigwaren zur Auslieferung bereitzustellen, bevor sie zur Auslieferung kommen. Eine Lagerung im Sinne der Überbrückungsfunktion kann auch dynamisch erfolgen, wenn z. B. Güter auf Stetigförderern (Laufbänder, Rollbahnen etc.) geparkt oder dort in Warteschleifen bewegt werden.

### Veredelungsfunktion
Die Veredelungsfunktion wird auch Produktionsfunktion des Lagers genannt, die erst eine anschließende Verarbeitung ermöglicht. Die Veredelungsfunktion bezeichnet eine Lagerung, die zur gewollten Veränderung des Produktes führt und somit Teil des Produktionsprozesses ist.
Dies trifft insbesondere zu bei
- Trinkalkohol (Rum, Wein, Whisky etc.)
- Früchten (u. a. Bananen)
- Holz
- Tierprodukten (Honig, Käse, Leder, Schinken etc.)

### Umformungsfunktion
Insbesondere in Lagern der Handelsunternehmen nimmt das Lager Umformungsaufgaben wahr; beispielsweise wird die Ware in verkaufsfähige Verpackungen umgefüllt und etikettiert. Hier kann auch eine ergänzende Aussortierungsaufgabe definiert werden, bei der nicht verkaufsfähige Ware aussortiert und entsorgt wird.

### Spekulationsfunktion
Gründe für die Spekulationsfunktion der Lagerung können vorhersehbare extreme Preisschwankungen auf dem Beschaffungsmarkt oder besonders niedrige Einstandspreise sein. Außerdem kann durch die Bestellung großer Mengen und den dadurch erhaltenen Rabatten mit Lagerware spekuliert werden. Allerdings kann sich dies bei einem Preisverfall des Gutes auch negativ auswirken, z. B. bei Hardware.

### Sonstige Aufgaben
Eine Größendegressionsfunktion erfüllt das Lager, weil es Bestellungen zu mehreren Stück ermöglicht und so die Bestellkosten pro Einheit senken kann.
Zur Umweltschutzfunktion zählen die
- Rücknahme und Sammlung von Mehrwegverpackungen und Wertstoffen im Rahmen des „Dualen Systems“ (DSD)
- Rücknahme und Sammlung der Altprodukte zur Wieder- bzw. Weiterverwendung, Verwertung bzw. Entsorgung
- sichere Lagerung von Gefahrstoffen

Insbesondere wird darüber hinaus auch zu Ausbildungszwecken gelagert; so werden Lager angelegt, die außer der Ausbildung keinerlei Funktion haben; die darin gelagerten Stücke werden dann weder für die Produktion noch für den Handel verwendet.

## Lagerarten
Die Einteilung der Lager kann nach verschiedenen Kriterien erfolgen; folgende Aspekte zählen zu den wichtigsten Unterscheidungsmerkmalen (mit Überschneidungen):
- nach zu lagernden Güterarten:
  - Konsistenz (fest, flüssig, gasförmig)
  - Materialart (Holz, Metall, Kunststoff, Glas etc.)
  - Gewicht (Schwergut)
  - Volumen (klein, groß, sperrig)
  - Temperatur (Kühllager)
    - Flachgutlager
    - Langgutlager

  - Menge (geringe, mittlere oder hohe Bestände)
    - Stückgutlager

  - Lager- und Verbrauchseinheiten (Stück, Paar, Dutzend, Stufungen à 10, 100 etc.)
  - Lagerzustand (z. B. verpackt, unverpackt, stapelbar)
  - Wert (Gering- oder hochwertig; wichtig in der ABC-Analyse)
  - Empfindlichkeit (Wetter- oder Klimafestigkeit, Pflege- und Wartungsbedürftigkeit, Verderblichkeit)
  - Gefährlichkeit (spitz, scharf, giftig, ätzend, strahlend, umweltgefährdend)
    - Gefahrstofflager
    - Magazin (insbesondere militärische Vorratslager mit spezieller Absicherung)

  - Verwendungsart (Roh-, Hilfs- und Betriebsstoffe)
  - Haltbarkeit (begrenzt oder unbegrenzt)
  - Umschlagshäufigkeit (Schnelldreher, Warenrotation, Einteilung nach ABC-Analyse)
- Betriebsart des Unternehmens
  - Industriebetrieb
    - Roh-, Hilfs- und Betriebsstofflager als Vorratslager
    - Puffer-, Werkstatt-, Sperr- oder Zwischenlager
    - Fertigwaren bzw. Erzeugnislager

  - Großhandel
    - Kommissionslager
    - Konsignationslager

  - Einzelhandel
    - Verkaufslager

  - Spedition
    - Auslieferungslager
    - Verteilerlager (z. B. Hubs im Speditionswesen)

  - Zolllager (Verwahrlagerung)
- Lagerstandort
  - zentrale Lager (Zentrallager)
  - dezentrale Lager
  - Handlager (für Bedarfsgut)
- Lagerbauweise
  - Freilager
  - Bunkerlager (als Schüttgutlager)
  - Geschlossene Lager
    - Flachlager (bis 8 m Raumhöhe)
    - Etagenlager
    - Hochregallager
    - Traglufthallenlager

  - Speziallager
- Lagereigentümer bzw. Verwaltungsform
  - Eigenlager
  - Fremdlager
- Lagertechnik
  - Bodenlager
    - mit Lagergerät (Flurfördermittel, Krane, Regalbediengeräte etc.)
    - ohne Lagergerät (manuelle Einlagerung)
    - Blocklager (u. a. für Container, Paletten, Gitterboxen)
    - Reihenlager

  - Lagereinrichtungen
    - Regallager
      - Fachbodenregal
      - Palettenregal
      - Einfahrregal
      - Durchlaufregal
      - Kragarmregal
      - Waben- und Kassettenregal (für Langgut oder Flachgut)
      - Verschieberegal
      - Umlaufregal (horizontaler Umlauf)
      - Paternosterlager (vertikaler Umlauf)
      - Turmregal (für Flachgut oder Langgut)
      - Einschubregal
      - Kanalregal bzw. Tunnellager
      - Lagerkarton
      - Automatische Behälterregale bzw. Automatisches Kleinteilelager

    - Schranklager
- Lagertransportmittel

Die Planung eines Lagers muss zum Ziel haben, dass es der benötigten Lagerfunktion nachkommen kann; insbesondere dass im Sinne der Sicherungsfunktion z. B. Fertigungsstellen fortlaufend mit den benötigten Materialien versorgt werden können. Die Lagerplanung bezieht sich auf die Planung der Lagerorganisation, der Lager- und Transporttechnik, der zu lagernden Lagereinheiten sowie des Lagerlayouts. Durch eine systematische Lagerplanung sollen unter anderem Lagerhaltungskosten reduziert werden. Des Weiteren kann die Lagerplanung dazu beitragen, den Mechanisierung- und Automatisierungsgrad zu erhöhen.
Bei der Wahl von Lagerstandorten muss entschieden werden, ob das Lager zentral oder dezentral geführt wird. Bei der Entscheidung über den Zentralisationsgrad ist häufig der räumliche Aspekt ausschlaggebend:
Zentrale Lagerhaltung bedeutet die räumliche Zusammenfassung aller Lagerhaltungsfunktionen und aller Lagergüter unter einheitlicher Leitung. Die Vorteile, die sich aus der zentralen Lagerung ergeben, sind eine Erleichterung der Warenannahme, Pflege, Erhaltung, Bestandsermittlung und -prüfung. Weitere Punkte sind die geringe Kapitalbindung des Umlaufvermögens, geringere Vorräte und geringere Raumkosten.
Bei der dezentralen Lagerhaltung werden die Einsatzstoffe am Ort des Bedarfsträgers in Form von Zwischenlager (Pufferlager) gelagert. Die wesentlichen Vorteile dieser Lagermethode sind die höhere Flexibilität, die genauere Disposition der einzelnen Materialien in den Fertigungsbereichen und die kürzeren Transportwege.

## Lagerplatzsysteme
Bei der festen Lagerplatzzuordnung werden für jeden Artikel feste Lagerplätze bereitgestellt, die nur für diese Artikel reserviert sind („Gleiches zu Gleichem“). Der Vorteil liegt in der einfachen Bestimmbarkeit des Lagerplatzes. Durch die im Zeitablauf schwankenden Lagerstände je Artikel wird ein Teil des fix zugeteilten Lagerplatzes nicht genutzt, wodurch es zu einer schlechten Auslastung der Lagerkapazität kommt.
Bei der dynamischen Lagerplatzzuordnung (open warehouse system) werden die Artikel an einem freien Lagerplatz gelagert. Die Einlagerung erfolgt beliebig oder nach vorgegebenen Parametern. Ein Vorteil dieser Methode ist, dass, wenn Störungen zum Beispiel in einer Lagergasse auftreten, dasselbe Material von einer anderen Lagergasse entnommen werden kann. Der größte Vorteil jedoch ist eine sehr hohe Auslastung der Lagerkapazität. Um den späteren Zugriff auf die Lagerartikel zu gewährleisten, müssen jedoch die Lagerplätze genau dokumentiert werden. Dies kann mit einer Lagerfachkarte erfolgen, welche dann die Daten im EDV-System abspeichert, oder der Lagerplatz wird von einem Lagerverwaltungssystem vorgegeben. Bei der chaotischen Lagerung von Gefahrstoffen (z. B. bestimmte Klebstoffe, Prozesschemikalien) sind Beschränkungen und Zusammenlagerungsverbote zu berücksichtigen, damit gefährliche Reaktionen bei Störfällen vermieden werden.

## Lagerbestand
Ein Lagerbestand als solcher ist die zu einem bestimmten Zeitpunkt im Lager befindliche Menge eines Gutes. Folgende besondere Bestände sind von Bedeutung:
- Mindestbestand
- Meldebestand (Bestellpunkt)
- Maximal- oder Höchstbestand

Der Mindestbestand (in der Praxis auch Sicherheitsbestand oder veraltet eiserner Bestand / Reserve) ist der Lagerbestand, der nicht unterschritten werden darf, um die Lieferbereitschaft auch in Notfällen aufrechterhalten zu können. Der Mindestbestand ist nach Material und/oder Lieferant in der Höhe unterschiedlich. Er deckt im Allgemeinen das Risiko der Termin- oder Qualitätsuntreue des Lieferanten ab. Bei Erreichen des Meldebestandes durch Entnahmen aus dem Lagerbestand wird bei der automatischen Disposition eine Meldung an den Einkauf zur Auffüllung des Lagers – durch eine Bestellung – ausgelöst. Der Meldebestand bestimmt somit den fälligen Bedarfszeitpunkt. Siehe auch: Bodensatzanalyse, Bestellpolitik
{\displaystyle {\text{Meldebestand}}=({\text{Tagesbedarf}}\cdot {\text{Beschaffungszeit}})+{\text{Mindestbestand}}}
Der Maximal- oder Höchstbestand ist der Bestand, der maximal im Lager vorhanden sein darf, um hohe Kosten, eine hohe Kapitalbindung und ein zu hohes Lagerrisiko zu verhindern.
{\displaystyle {\text{Maximalbestand}}={\text{Mindestbestand}}+{\text{optimale Bestellmenge}}}
optimaler Lagerbestand = Der optimale Bestand ermöglicht einen reibungslosen Betriebsablauf und verursacht geringe Lagerkosten. Der optimale Lagerbestand muss mit der optimalen Bestellmenge abgestimmt werden.
Im Rahmen der Fortschrittszahl sind der Mindestbestand und der Maximalbestand eines Lagers dynamische Größen, die mit Hilfe der Lager-Durchlaufzeit jeweils neu berechnet werden. Denn wenn der Materialbedarf in der Produktion sinkt (steigt), dann sinkt(steigt) auch der Bedarf im Lager und kann sogar „Null“ betragen. Deshalb macht beim Fortschrittszahlenprinzip ein fixer Meldebestand keinen Sinn. Um jedoch mögliche Fehler zu entdecken oder eventuelle Engpässe zu vermeiden, kann eine obere und untere Meldegrenze definiert werden; sobald diese erreicht ist, wird ein Warnhinweis ('Alert') ausgegeben, damit überprüft werden kann, ob die Unterschreitung/Überschreitung des Lagerbestandes korrekt ist oder ob eventuell ein Fehler (z. B. bei der Datenerfassung oder der Bedarfsrechnung) vorliegt.

## Lagerverfahren
Beim Fifo-Prinzip (First In – First Out) werden die zuerst eingelagerten Waren auch wiederum zuerst ausgelagert.
Beim Lifo-Prinzip (Last In – First Out) werden die zuletzt eingelagerten Vorräte zuerst ausgelagert. In der Regel ist dies unerwünscht aber manchmal zwangsläufig die Konsequenz aus der Lagerkonstruktion.
Im Lebensmittelbereich, bei Medikamenten oder Sterilgütern wird auch nach Mindesthaltbarkeitsdatum ausgelagert (First Expired – First Out, FEFO), da dieses auch von der Einlagerungsreihenfolge abweichen kann.
Andere Entnahmeverfahren sind Hifo-Prinzip (Highest In – First Out) oder Lofo-Prinzip (Lowest In – First Out), diese werden seltener verwendet.

## Lagerkennziffern

### Vorratsintensität
{\displaystyle {\text{Wareneinsatz}}={\text{Warenabsatz (in Stück)}}\cdot {\text{Bezugspreis}}}
Die Vorratsintensität misst das Verhältnis der Vorräte zum Umsatz bzw. zum Betriebsvermögen.

### Durchschnittlicher Lagerbestand
Der durchschnittliche Lagerbestand gibt an, wie hoch die Vorräte durchschnittlich im Laufe eines Geschäftsjahres sind. Er kann als Mengengröße bzw. als Wertgröße errechnet werden.
{\displaystyle \varnothing {\text{Lagerbestand}}={\frac {{\text{Jahresanfangsbestand}}+12\,{\text{Monatsendbestände}}}{13}}}
Falls nur die veröffentlichten Bilanzen eines Unternehmens zur Verfügung stehen, verwendet man häufig die folgende, weniger genaue Formel. Die Formel betrachtet nur die am Bilanzstichtag vorhandenen Bestände und weist somit eine erhebliche Ungenauigkeit auf. Sie wird vor allem von externen Analysten in der Bilanzanalyse verwendet.
{\displaystyle \varnothing {\text{Lagerbestand}}={\frac {{\text{Anfangsbestand}}+{\text{Endbestand}}}{2}}}

### Lagerumschlagshäufigkeit
Die Lagerumschlagshäufigkeit gibt das Verhältnis aus Verbrauch/Zeitspanne und dem durchschnittlichen Lagerbestand an und zeigt daher, wie oft ein Lager innerhalb einer bestimmten Zeitspanne komplett gefüllt und geleert wurde. Die Kennzahl kann mengen- oder wertmäßig ermittelt werden. Geringe Werte bedeuten eine lange Verweildauer des Materials im Lager und sind ein Indiz für hohe Sicherheitsbestände. Diese wirken sich negativ auf die Kapitalbindung aus.
{\displaystyle {\text{Lagerumschlagshäufigkeit}}={\frac {\text{Lagerabgänge}}{\varnothing {\text{Lagerbestand}}}}}
oder
{\displaystyle {\text{Lagerumschlagshäufigkeit}}={\frac {\text{Wareneinsatz}}{\varnothing {\text{Lagerbestand zu Einstandspreisen}}}}}

### Durchschnittliche Lagerdauer
Die durchschnittliche Lagerdauer gibt Auskunft über die Situation im Lager bzw. die Entwicklung der Kapitalbindung im Lager. Sie zeigt also auf, wie lange die Vorräte – und damit natürlich auch das dafür benötigte Kapital – durchschnittlich im Lager gebunden sind.
Je kürzer die Lagerdauer eines Produktes/einer Komponente, desto besser, da das Lagern laufende Kosten verursacht, Platz benötigt und dies die Produkte verteuern kann.
{\displaystyle \varnothing {\text{Lagerdauer}}={\frac {360\,{\text{Tage}}\cdot \varnothing {\text{Lagerbestand}}}{\text{Verbrauch (pro Jahr)}}}}
oder
{\displaystyle \varnothing {\text{Lagerdauer}}={\frac {360\,{\text{Tage}}}{\text{Lagerumschlagshäufigkeit}}}}

### Lagerzinssatz
Der Lagerzinssatz gibt an, wie viel Prozent Zinsen das im durchschnittlichen Lagerbestand gebundene Kapital während der durchschnittlichen Lagerdauer kostet.
{\displaystyle {\text{Lagerzinssatz}}={\frac {{\text{Zinssatz (pa)}}\cdot \varnothing {\text{Lagerdauer (in Tagen)}}}{360\,{\text{Tage}}}}}
```
Beispiel:
```

```
(10 % · 200 Tage) / 360 Tage = 5,55 % für 200 Tage
```

Die Lagerzinsen bzw. der Lagerzins geben an, wie viel Zins dem Unternehmer während der Lagerdauer entgeht. Das Kapital ist im Lager gebunden und kann deshalb nicht verzinslich angelegt werden. Zur Berechnung der Lagerzinsen wird der Lagerzinssatz herangezogen.
{\displaystyle {\text{Lagerzinsen}}={\frac {\varnothing {\text{Lagerbestand}}\cdot {\text{Lagerzinssatz}}}{100}}}
```
Beispiel:
```

```
Lagerzinsen = Wert des durchschnittlichen Lagerbestandes · Lagerzinssatz
```

```
5000
 
€ · 5,55 % = 277,50
 
€ für 200 Tage
```

### Lagerreichweite/Lieferbereitschaft
Die Lagerreichweite gibt an, wie lange der durchschnittliche Lagerbestand bei einem durchschnittlichen Verbrauch je Periode ausreicht. Die Lagerreichweite kann auch für einen bestimmten Stichtag (z. B. Quartalsbeginn) berechnet werden.
{\displaystyle {\text{Lagerreichweite}}={\frac {{\text{vorhandener bzw. }}\varnothing {\text{Lagerbestand}}}{\varnothing {\text{Verbrauch pro Periode}}}}}
```
Beispiel:
```

```
20 Stück / 0,117 Stück pro Tag = 171 Tage
```

```
Durchschnittlicher Verbrauch pro Tag = (Wareneinsatz / 360 Tage)
42 Stück / 360 Tage ~ 0,117
```

### Bevorratungsquote
Die Bevorratungsquote gibt das Verhältnis der Zahl der bevorrateten zur Gesamtzahl der beschafften Materialpositionen an.
Bevorratungsquote = Anzahl bevorrateter Artikel / Anzahl insgesamt beschaffter Artikel

### Lagernutzungsgrad
Der Lagernutzungsgrad zeigt das Verhältnis von genutzter zu verfügbarer Fläche. Die Kennziffer deckt sowohl Engpässe (Überbelegung) als auch mangelhafte Auslastung (Überkapazitäten) auf.
```
Beispiel:
```

```
Flächennutzungsgrad = (genutzte Lagerfläche / verfügbare Lagerfläche)
```

```
Raumnutzungsgrad = (genutzter Lagerraum / verfügbarer Lagerraum)
```

### Lieferbereitschaftsgrad
Der Lieferbereitschaftsgrad des Lagers kann an der durchschnittlichen Zeitspanne zwischen der Bedarfsanforderung und der Bereitstellung des Materials (externer Lieferbereitschaftsgrad) oder an der durchschnittlichen Zeitspanne zwischen der Anweisung zur Auslagerung und dem Lagerausgang (interner Lieferbereitschaftsgrad) gemessen werden.

### Kapitalbindung
Die Kapitalbindung ist eine Kennzahl für die in einem Unternehmen nicht liquiden Vermögensgegenstände. Beispielsweise: Lagerbestände, Maschinen und Anlagen.
{\displaystyle \varnothing {\text{Kapitalbindung}}=\varnothing {\text{Lagerbestand}}\cdot {\frac {\text{Beschaffungskosten}}{\text{Menge}}}}

### Kennzahlen der Transportmittelnutzung
{\displaystyle {\text{Einsatzgrad}}={\frac {\text{Einsatzzeit}}{\text{Arbeitszeit}}}}
{\displaystyle {\text{Ausfallgrad}}={\frac {\text{Stillstandzeit}}{\text{Einsatzzeit}}}}

### Ergänzende beschreibende Lagerparameter
Kennzahlen sind für das Unternehmen, in Abstimmung mit der Geschäftsführung und dem Management, zu erstellen. Unbedeutende Kennzahlen aus Unternehmenssicht sollten entfallen. Wichtig ist die Ableitung oder Vorgabe von Planzahlen aus den Kennzahlen, damit Abweichungsanalysen herstellbar werden und Korrekturen eingeleitet werden.
Im Wesentlichen können nach Hartmann, Hoppe und Schwalbach zu den oben genannten Lagerkennzahlen folgende erweiterte Lagerparameter ergänzt werden. Diese Lagerparameter dienen der Beschreibung des eigenen Lagers und sind weniger für einen Vergleich mit anderen Unternehmen oder Lagern geeignet.
- Wert in Euro der stockenden Vorräte mit einem Umschlag von weniger als zwei pro Jahr
- Konsignationsbestände bei Lieferanten in Euro und in Prozent des Gesamtbestandes
- Fremdvorräte der Lieferanten im Hause in Euro
- Nicht mehr verwertbare Vorräte in Euro und Prozent
- Altersstruktur in Prozent pro Zeitklasse an den Vorräten
- Anteil der neuen Materialien und auslaufender Materialien
- Parameter Bodensatz: der Teil des Lagerbestandes, welcher über eine bestimmte Zeit nicht bewegt wurde.
- Parameter Zugangswert: bewerteter Bestand = gelieferte Menge × Bewertungspreis.
- Parameter Sicherheitspolster: gebildet aus den Kennzahlen Reichweite des mittleren Zugangs und Reichweite des mittleren Bestandes bei Zugang.
- Parameter Sicherheitsbestand: Gegenüberstellung des Wertes mittlerer Bestand bei Zugang zu (Quotienten mittlerer Bestand bei Zugang und Sicherheitsbestand, der sollte annähernd 1 sein).
- Parameter Kosgröße: Reichweite des mittleren Zugangs und Wert des mittleren Zugangs gegenübergestellt.
- Analyse nach Volumen der Teile: Einteilung der Materialien in großvolumige, mittelvolumige und kleinvolumige Teile.

## Denkansätze zur Lager-, Bestands- und Vorratsanalyse

### Zielkonflikte der Lagerhaltung
In Anlehnung an Hartmann muss sich die Unternehmensentwicklung und -steuerung einer veränderten Marktlandschaft stellen. Dazu gehören immer kürzere Lieferzeitanforderungen, höhere Anforderungen an die Lieferbereitschaft, höhere Flexibilisierung der Lieferanten, mehr Produktvielfalt, verkürzte Produktlebenszyklen und grundsätzlich veränderte Anforderungsprofile an die Lieferanten aufgrund von Globalisierung und Offshoring. Der Weg, alles über Lageraufbauten zu bewerkstelligen, führt zwangsläufig zu hoher Kapitalbindung und sinkender Liquidität. Weitere Nachteile zu hoher Vorräte ergeben sich aus dem Änderungsrisiko für Produkte, dem Verderb der Produkte (z. B. Lebensmittel) und den Kosten für die Lagerung und Verwaltung der Vorräte.
Die Spannungsfelder aus den Abteilungsinteressen lassen sich nachfolgend gegenüberstellen:
1. Beschaffungsziel: Versorgungssicherheit
 große Bestelllose, Sicherheitsbestände 
 Forderung: Vorratssenkung
 kleine Bestelllose, kurze Beschaffungszeiten
2. Produktionsziel: gleichmäßige Auslastung der Kapazitäten
 große Produktionslose, Pufferlager 
 Forderung: Vorratssenkung
 Kapazitätsreserven, Losgröße 1, bedarfsgerechte Fertigung, Produktion und Versorgung laut Produktionsplan
3. Absatzziele: Erfüllung der Kundenwünsche
 umfangreiches Sortiment, hoher Lieferbereitschaftsgrad
 Forderung: Vorratssenkung
 kleine Sortimente, weniger Produktvarianten

### Bestimmung des notwendigen Lagerbestandes

#### Der Branchenvergleich
Um festzulegen und zu interpretieren, wo das Unternehmen mit seinem Vorrat positioniert wird, ist die Kenntnis des Branchenvergleichs sinnvoll. Die Tabelle aus Hartmann stellt eine Untersuchung aus dem Jahre 1995 vor, in welcher die Vorräte im Verhältnis zum Umsatz ausgewiesen werden, gegliedert nach Branchen. Dabei wurden für die genannten Branchen folgende prozentualen Vorräte zum Umsatz genannt:
| Branche                        | Lageranteil |
| ------------------------------ | ----------- |
| Maschinenbau                   | 24,70 %     |
| Elektrotechnik                 | 19,70 %     |
| Verarbeitende Industrie gesamt | 19,30 %     |
| Textilgewerbe                  | 18,90 %     |
| Metallerzeugnisse              | 18,10 %     |
| Chemische Industrie            | 12,20 %     |
| Baugewerbe                     | 10,40 %     |
| Fahrzeugtechnik                | 8,60 %      |

Aktuellere Daten wurden in der Veröffentlichung von Harting im Jahr 2005 präsentiert. Er stellt fest, dass sich der Wert des durchschnittlichen Vorratsbestandes auf 14 Prozent des Umsatzes bundesdeutscher Unternehmen beläuft.

#### Losgrößenhalbe
Eine Berechnung des „idealen Lagerbestandes“ wird i. d. R. nach dem Bottom-Up-Ansatz durchgeführt. Dabei wird von der Frage ausgegangen, wie weit der Lagerbestand abgebaut werden kann, ohne die Lieferbereitschaft zu gefährden. Der theoretisch optimale Bestand ermittelt sich aus Sicherheitsbestand plus halber optimaler Losgröße. Der Bottom-Up-Ansatz zeigt generelle Bestandsstrategien auf.
{\displaystyle {\text{Sollvorrat}}=\left({\frac {\text{Losgröße}}{2}}+{\text{Sicherheitsbestand}}\right)\cdot {\frac {\text{Preis}}{\text{Stück}}}}

#### Niederwertprinzip
Die Berechnung des idealen Lagerbestandes kann auch nach dem Top-Down-Ansatz gerechnet werden.
{\displaystyle {\text{Sollvorrat}}=({\text{niederster Vorratswert innerhalb einer Periode)}}\cdot {\frac {\text{Preis}}{\text{Stück}}}}
Zur Ermittlung entnimmt man dem EDV System die vergangenen Bestandswerte einer zeitlichen Periode und selektiert jeweils pro Artikel den niedrigsten Wert heraus. Anschließend multipliziert man den niedrigsten Wert, aus der zeitlichen Periode, mit dem Preis/Stück aus. Man erhält den niedrigsten Bestandswert, innerhalb der gewählten zeitlichen Periode pro Artikel. Anschließend die Einzelergebnisse über alle Artikel addiert, ergeben den idealen Vorrat nach dem Niederwertsprinzip.

### Die Lager-, Bestands- und Vorratsanalyse
Die einschlägige Fachliteratur nennt viele Thesen zur Bildung von Beständen. Die folgende Liste basiert auf Untersuchungen von Hartmann, Hoppe und Schwalbach.
- Fehlende Thematisierung der Bestände durch die Geschäftsführung und nachrangige unternehmerische Vorratsziele
- Übergang von der Eigenfertigung zu Fremdbezug (Offshoring)
- Mangelnde Qualifizierung der Disponenten
- Fehlerhafte Losgrößen
- Fehlerhafte Sicherheitsbestände und bereichsweise addiertes Sicherheitsdenken
- Mangelnde Abstimmung der Lieferketten und der inner- und zwischenbetrieblichen Geschäftsprozesse
- Fehlende Integration der Datentechnik
- Mangelnde Lieferfähigkeit der Lieferanten
- Unterlassene Arbeiten an den Beständen mangels Kenntnis der Vorratszahlen
- Mangelnde Qualität der Dispositionsverfahren
- Hohe Sortimentstiefe und -breite
- Entkopplung der Planung und Steuerung
- Unscharfe Absatzplanung, Unkenntnis von Absatzveränderungen und schlechte Prognosequalität
- Organisationsmängel

Als Spannungsfeld wird folgende Dreierbeziehung festgestellt.
+ Qualitativ oder zeitlich unzuverlässige Vertriebsdaten
+ Qualitativ oder zeitlich unzuverlässige Lieferanten
= Unscharfe Entscheidungsgrundlage für den Disponenten
anders ausgedrückt, mangelhafte Input-Daten führen zu mangelhaften Entscheidungen der Entscheidungsträger.

## Ansätze bei einem Lagerabbau, Bestandssenkung und Vorratssenkung
Bestandsprobleme können nicht isoliert gelöst werden, sondern vielmehr durch das Zusammenspiel aller am Prozess Beteiligten. Weiterhin ist festzustellen, dass viele Verursacher des Bestandes im Unternehmen die Folgen ihres Handelns in Richtung Vorräte nicht zu verantworten haben oder sich dessen nicht bewusst sind. Die Verantwortung und Mitverantwortung für den Vorratsbestand ist häufig nicht auf eine einzelne Person zurückzuführen. Eine Zuordnung der Mitverantwortlichkeit für den Vorrat und die bestimmenden auslösenden Elemente fehlt. Andererseits werden mit den Vorräten suboptimale Zustände verdeckt sein, weil Schwachstellen in den Prozessen verschleiert werden oder nicht zutage treten. Die Notwendigkeit und Herausforderung, ständig an der besten Prozessgestaltung zu arbeiten, fehlt.
Somit ist eine Thematisierung der Vorräte notwendig, um die Bereitschaft zur aktiven Mitarbeit an Bestandsursachen anzustoßen. Der Auftrag sollte seitens der Unternehmensleitung erteilt werden, die auch die Teambildung unterstützen muss.
Der Einfluss eines fehlenden Supply Chain Managements (SCM) und die darin begründeten Auswirkungen überhöhter Vorräte auf das Unternehmensergebnis wurden in den 70er Jahren für die Unternehmen deutlich. Aufgrund des damals herrschenden hohen Zinsniveaus wurden den Unternehmen liquide Mittel durch den Kapitaldienst blockiert, basierend auf der Fremdfinanzierung der Vorräte. In dieser Zeit reagierten Unternehmen mit den ersten Untersuchungen über die Auswirkungen der Supply Chain (= Lieferantenkette) und gelangten zu der Erkenntnis, dass eine optimale Bestandspolitik von der Gestaltung inner- und zwischenbetrieblicher Geschäftsprozesse abhängig ist.
Die folgenden Ansätze zur Senkung wurden verkürzt und im Wesentlichen den Ausführungen von Schwalbach entnommen.
1. Das Produktmanagement, die Konstruktionsabteilung
 Jede Produktneuentwicklung ist verbunden mit der Chance zu einer langfristigen Bestandsbeeinflussung. In den Prozessschritten der Produkt- und Aufmachungsentwicklungen kann, solange die endgültige Produktverabschiedung noch nicht erfolgt ist, Einfluss auf Standard oder Verwendung von vorhandenen Materialien genommen werden.
 Die Artikelanlage nach Standards 
 Einführung ausgereifter Artikel
 Reduktion der Anzahl der Artikel
2. Der Vertrieb
 Die Absatzplanung ist eine Planung, die mit Unsicherheiten behaftet ist. Häufig stimmen Planvorgaben und Planungsergebnisse nicht überein.
 Roulierende Planung
 Fakten aus Marktbeobachtung und der Nachfrage
 Planungsteams
 Verkaufsförderung
3. Die Disposition & Arbeitsvorbereitung 
 Den Disponenten und Arbeitsvorbereitern stehen Felder zur Parameterpflege im zur Verfügung stehenden ERP-System zur Verfügung.
 Auswahl des Dispositionsverfahren
 Qualifizierung der Mitarbeiter
 Verbesserte Dispositionswerkzeuge
 Anpassung der Prognoseverfahren
 Änderung der Dispositionslosgrößen
 Sicherheitsparameter und Lagerservicegrad
4. Der Einkauf
 Als Schnittstelle und Verhandlungspartner steht dem Einkauf eine Vielzahl sehr wirkungsvoller Instrumente zur Verfügung. Der Einkauf steht stellvertretend für die Leistungsverbesserung der Lieferanten.
 Partnerschaftliche Zusammenarbeit mit Lieferanten
 Supply Chain Management / Lieferkette
 Lieferantenauswahl, -entwicklung und -pflege
 Lieferantenverträge
5. Die Organisation
 Ein wesentlicher Punkt zur Bestandssenkung liegt in dem Organisationsentwurf.
 Klare Zuweisung der Zuständigkeiten und Verantwortung
 Gründung Arbeitskreis Lagerbestandssenkung
 Zielvereinbarungen